# DJI (компания)
SZ DJI Technology Co., Ltd. (Dajiang Innovation Technology Co., кит. 大疆创新科技有限公司) — китайская частная компания, производитель мультикоптеров, микроконтроллеров, видеооборудования и роботов-уборщиков. Один из пионеров и лидер рынка беспилотных летательных аппаратов (БПЛА), инноватор на рынке летающих дронов, контроллеров для БПЛА и оборудования для стабилизации видеосъёмки.
Головной офис компании расположен в Шэньчжэне. В 2018 году началось строительство комплекса зданий, в который переедет штаб-квартира DJI. Проектированием сооружения занимается архитектурное бюро Foster and Partners.

## История образования компании

### 2006-13: Основание
Первые замыслы, эксперименты и опыты со сборкой прототипов, отдалённо напоминающих будущую продукцию компании, начались в стенах студенческого общежития в Гонконге в 2006 году. Увлечение основателя компании (в то время студента факультета электронной инженерии Гонконгского университета науки и технологий) Ван Тао беспилотными летательными аппаратами (БПЛА) привело к единичному производству первых «прототипов» стоимостью около 6000 долларов, которые были востребованы в основном различными организациями, проводившими опыты с летающими дронами. Первые серийные контроллеры, которые помогали БПЛА летать по заданному на карте маршруту с помощью спутниковой навигации и возвращаться в точку взлета (XP3.1 WayPoint) были выпущены в 2010 году и поступили в продажу по очень высокой цене — около 10 тысяч долларов. Персонал компании составлял в 2010 году 10 — 20 человек, а выручка была всего несколько сотен тысяч долларов.
Попытки совершенствования аппаратов и удешевления конечного продукта в период с 2006 по 2013 годы привели к появлению более массовых моделей дронов, стоимостью меньше 800 долларов, что вызвало неожиданный для основателя компании массовый спрос на них и привело к резкому увеличению продаж, в том числе и среди не специалистов, а людей, просто желающих купить «летающую камеру». Компания сделала упор на простоту использования и управления дронами и это предопределило массовый спрос.

### 2013-14: Становление
В 2013 году компания представила на рынок флагманскую модель квадрокоптера Phantom. Благодаря ей удалось закончить год с выручкой в 130 млн долларов. А уже в 2014 году было продано около 400 000 штук этой модели. Оборот 2015 года составил 500 млн долларов. В отличие от многих китайских технологических компаний, DJI не производит устройства на основе чужих конструкций, не заимствует технологии у кого-либо, а сама является новатором на рынке БПЛА. В связи с этим и с тем, что рынок дронов очень энергично развивается, пресса часто проводит параллели между DJI и компанией Apple или называет DJI — «Apple среди дронов».
Основными ключевыми лицами для компании в момент её становления были в первую очередь сам Ван Тао (45 % акций DJI) и его соратники — Колин Гвинн — руководитель Американского филиала по сбыту (покинул компанию из-за конфликта с Ван Тао после судебных разбирательств в 2013 году), Ли Цзэсян — профессор робототехники (получил 10 % акций, назначен председателем совета директоров компании), Лю Ди — друг семьи Вана (вложил в компанию в 2006 году $90 000, владеет 16 % акций), Свифт Цзясе — лучший университетский друг Вана (ради поддержки компании продал квартиру, получил 14 % акций).

### 2015-настоящее: Глобализация

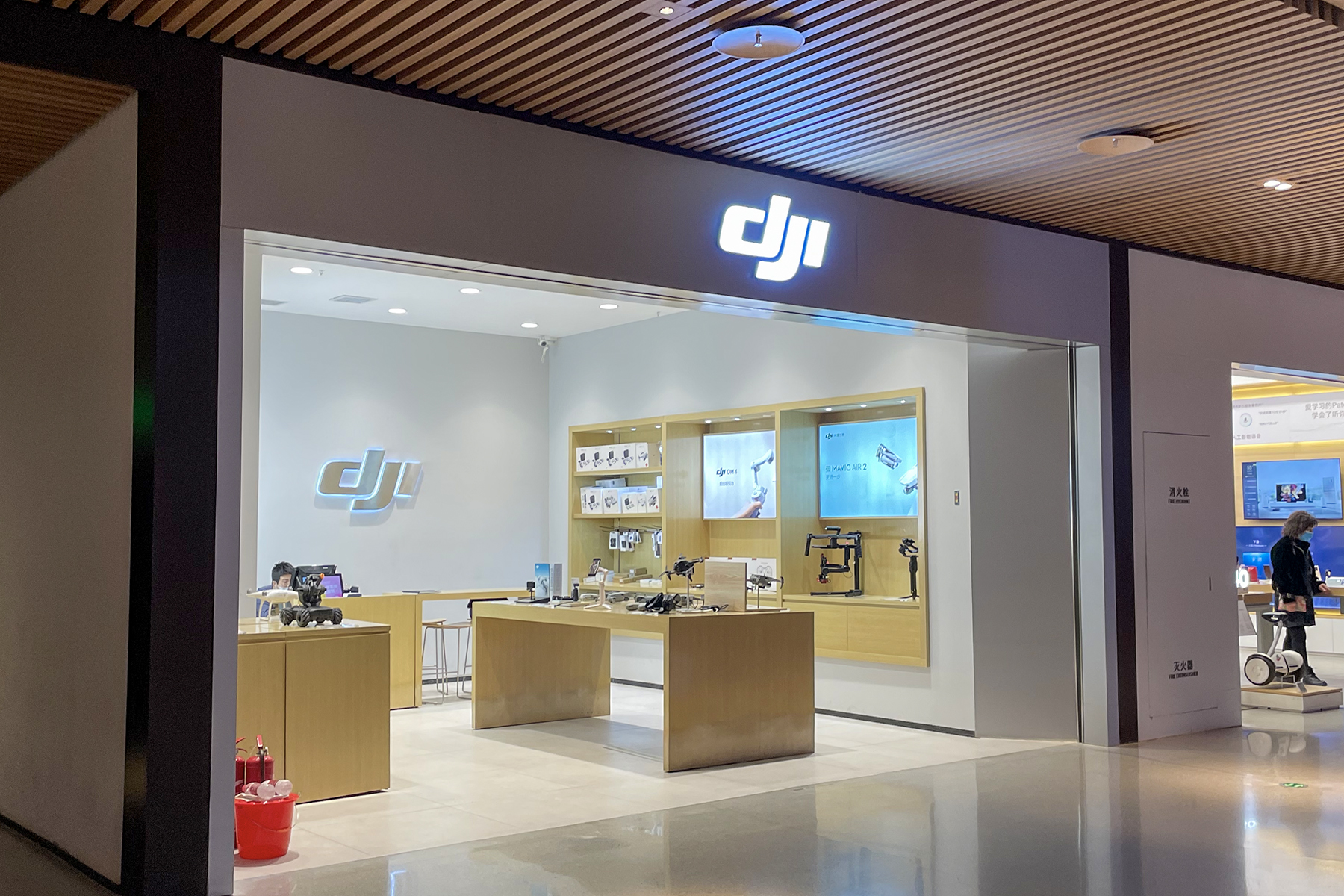
Магазин DJI в торговом центре в Китае

В конце 2015 года стало известно, что DJI приобрела миноритарный пакет одного из известных европейских производителей фото и видеооборудования — Hasselblad. Компании объявили о стратегическом партнёрстве, которое, по их мнению, позволит объединить сильные стороны обеих компаний. Директор компании (исполнительный и технический) — её основатель — Ван Тао. Подробностей о составе совета директоров компании по состоянию на 2017 год было не известно.
Основные рынки сбыта в 2015 году — США (30 % доходов), Европа (30 %) и Азия (30 %), остальное сбыт происходил в Латинской Америке и Африке. По итогам 2015 года компания Dajiang Innovation Technology Co. (DJI), по результатам анализа консалтинговой компании Frost & Sullivan, занимала 70 % мирового рынка БПЛА. В этом же году компания DJI привлекла очередной транш для финансирования своих проектов и производства — по его итогам DJI оценили в $10 млрд.
Компания выбрала несколько основных направлений производства. На трёх собственных заводах, персонал которых составлял в 2016 году 2800 человек, она производила как массовую продукцию — недорогие и полностью готовые к полету квадрокоптеры с камерами — Фантом (Phantom), так и более профессиональные модели мультикоптеров — Inspire, Spreading Wings. Так же в линейке производства находятся многочисленные контроллеры для БПЛА (A2, Naza, и т. д.), видеооборудование и оборудование для стабилизации видеосъёмки (Osmo, Ronin), различные «серии для разработчиков» (фактически конструкторы БПЛА) — Matrice 100, Guidance.
В 2014 году продукция компании вошла в список «10 самых высокотехнологичных продуктов 2014» журнала Times, а изданием The New York Times была внесена в список «Выдающиеся высокотехнологичные продукты и технологии — 2014». Продукция компании получила широкое распространение в телевидении, журналистике, имеет большие перспективы в сельском хозяйстве, строительстве и картографии. Дроны перешли в разряд обычных бытовых приборов. Слоган компании — The Future of Possible («Будущее возможного»). Для того чтобы опережать в исследованиях конкурентов, DJI в 2015 году создала центр исследований и разработок в «Science Park Hong Kong». Средний возраст сотрудников DJI составляет 26 лет. Подразделения компании открыты в Китае, США, Германии, Нидерландах, Японии, Корее.
В марте 2016 года компания выпустила новую для рынка модель — Phantom 4. По мнению издания PCMag Digital Group, в 10-ку «лучших дронов» по состоянию на март 2016 входили 4 модели, выпускаемые компанией DJI. Среди конкурентов называются дроны компаний «Shenzhen Zero UAV Tech.Co., LTD» (Zero), «3D Robotics», «Horizon Hobby LLC», «Parrot», «Yuneec», «Microdrones». В 2016 году разгорелся первый юридический скандал на этом новом рынке — DJI подала в суд на компанию Yuneec, которая представила в начале года свою новую модель на рынок. По мнению DJI, компания Yuneec нарушила два её патента. «Войны дронов начались» — написала пресса.

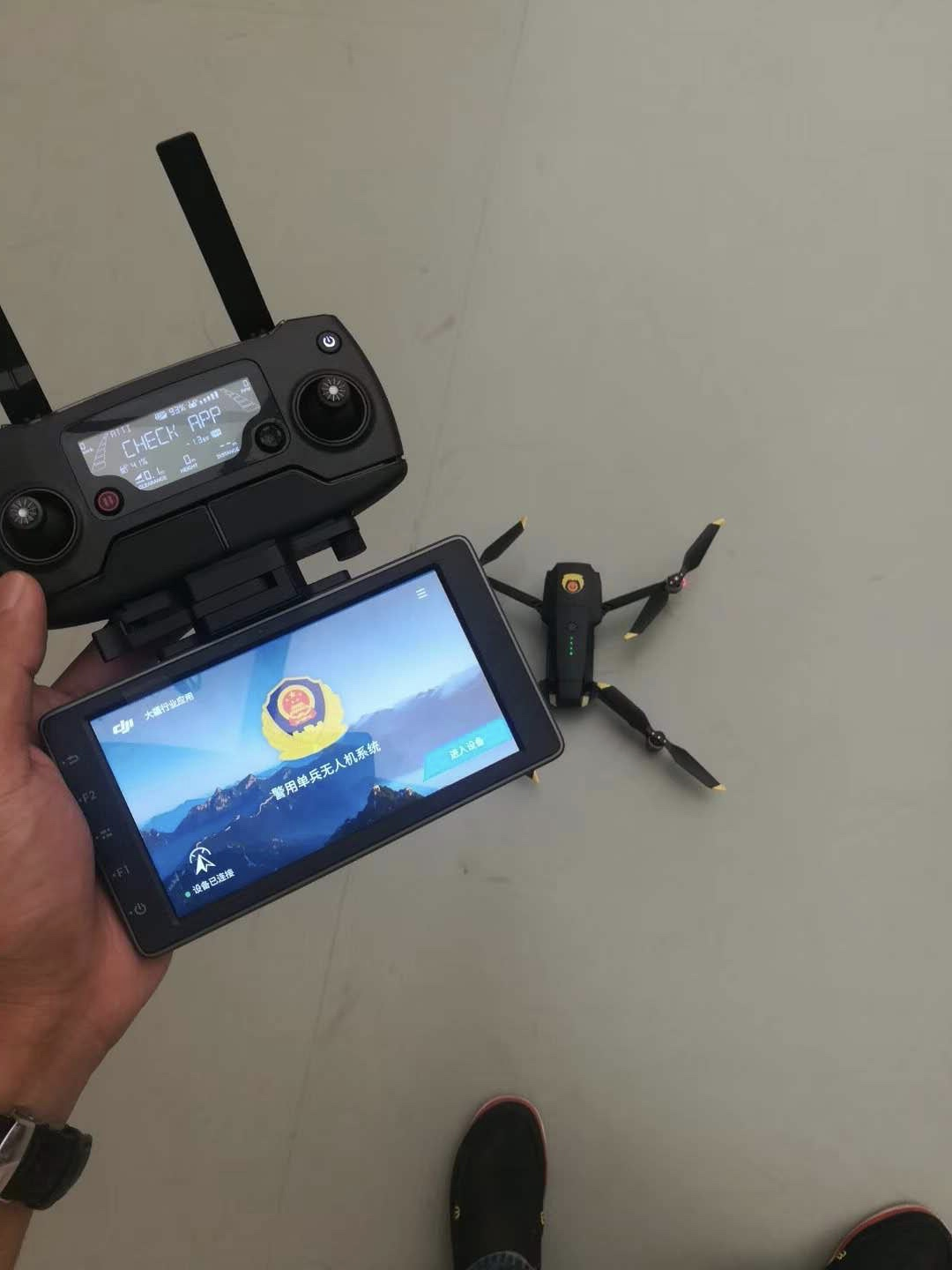
Китайская полиция использует DJI Mavic Pro

По итогам девятой ежегодной премии «Лучший гаджет года по версии рунета», организованной экспертным проектом Mail.ru Hi-Tech, дрон DJI Mavic 2 Pro был признан лучшим дроном 2018 года.
В апреле 2021 года была одна новость о строительстве нового завода в украинском Ужгороде Закарпатской области, что должно было обойтись в $75 млн. Планировалась отвёрточная сборка из компонентов, производимых в Китае. Одной из моделей должен был стать аграрный DJI Agras T20. В 2023 году предполагалась производственная мощность в 40 тысяч дронов в месяц. Дальнейших сведений о реализации производства не поступало.

## Продукция

### Дроны

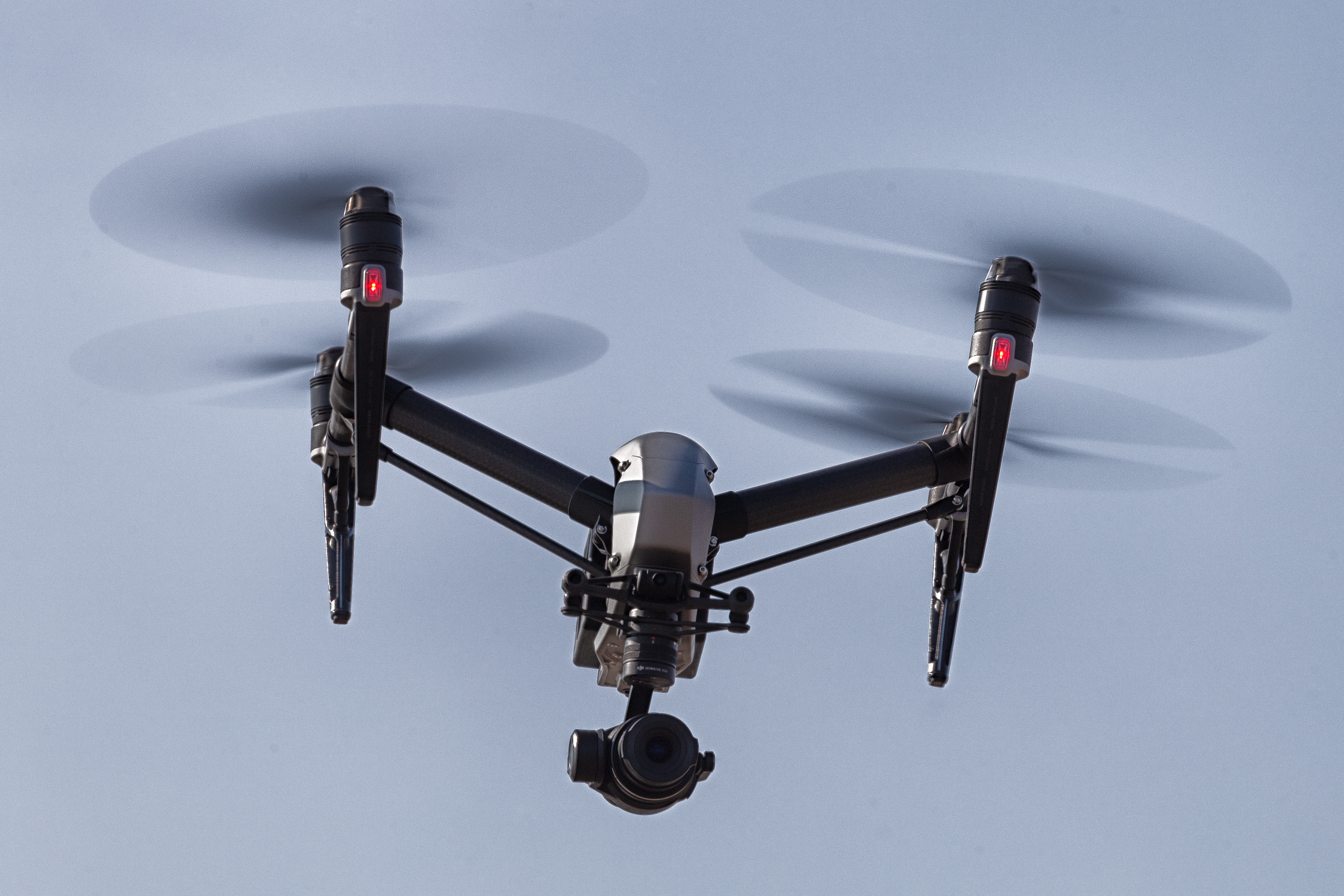
Профессиональный дрон DJI Inspire 2

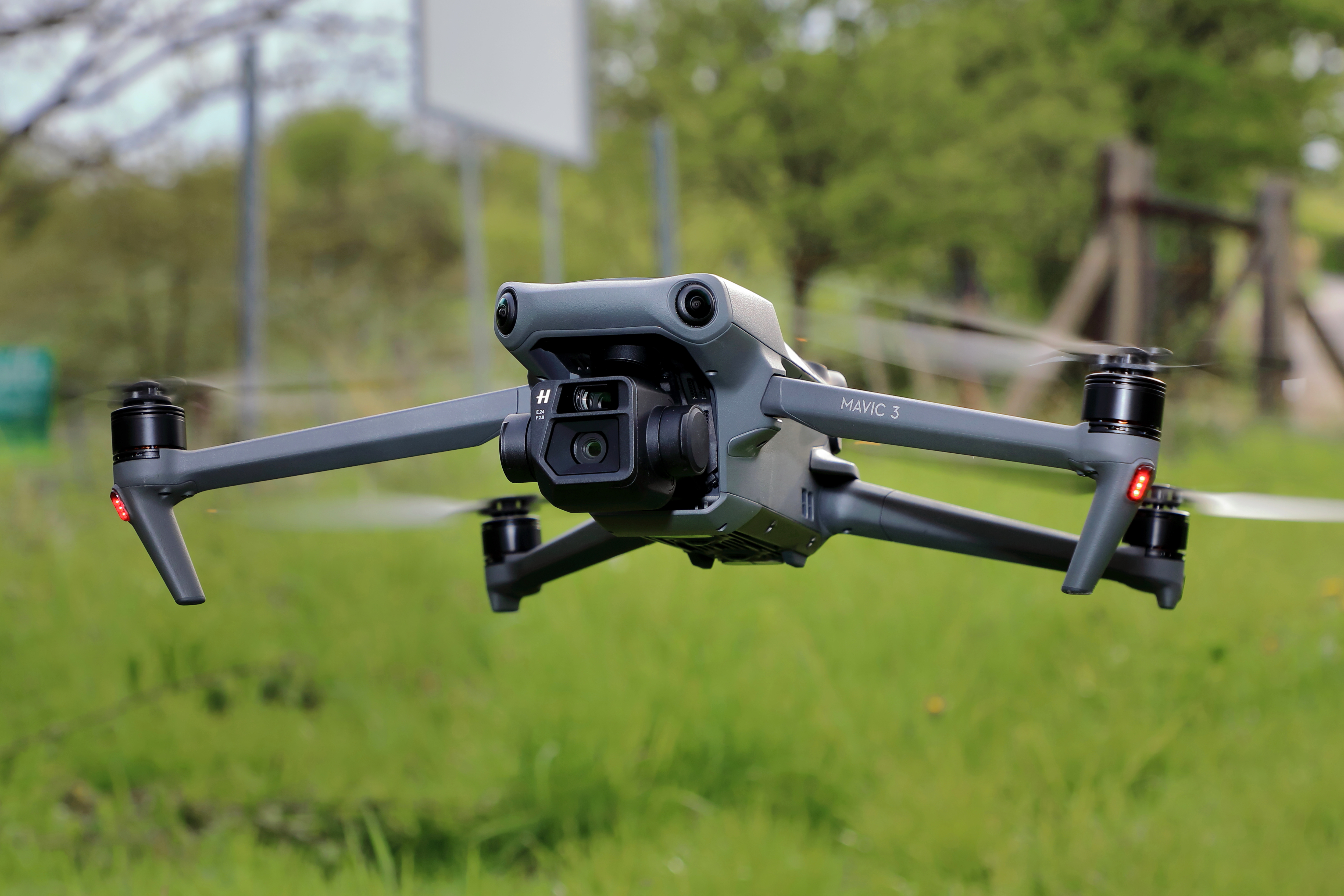
Полупрофессиональный дрон DJI Mavic 3

Любительский дрон DJI Mini 3 Pro весит 249 грамм

- DJI Inspire, 2, 3 — старшая профессиональная серия дронов для кинематографистов. DJI Inspire 3 представлен 13 апреля 2023 года[25]
- DJI Mavic Pro; 2 Pro; 2 Zoom, 3, 3 Cine, 3 Classic, 3 Pro, 3 Pro Cine — DJI Mavic 3 Pro представлен 22 апреля 2023 года, имеет три камеры: широкоугольную, среднюю и телеобъектив; DJI Mavic 4 Pro, представлен 13 мая 2025 года.
- DJI Air, 2, 2S, 3 — DJI Air 3 представлен в июле 2023 года, имеет 2 камеры: широкоугольную 24 мм f1.7 и с 3-кратным оптическим приближением 70 мм f2.8, матрица 48 Мп 1/1,3 дюйма, вес 720 грамм, время полёта до 46 минут
- DJI Mini, 2, SE, 3 Pro, 4Pro — младшая, наиболее компактная и лёгкая серия дронов. Последняя модель представлена 25 сентября 2023 года, один объектив, матрица 48 Мп 1/1,3 дюйма, вес 249 грамм[26]
- DJI Ryze Tello
- DJI FPV — представлен 2 марта 2021 года, стал родоначальником нового типа дронов с камерой, которая снимает от первого лица (first-person view, FPV)
- DJI Avata — представлен 25 августа 2022 года, стал обновлением DJI FPV
- DJI Spark — представлен в мае 2017 года, прародитель Mini
- DJI Matrice — корпоративная серия для профессиональной аэрофотосъёмки и аэровидеосъёмки, создания высокодетализированных географических карт, поисковых работ, доставки грузов и оборудования
- DJI Agras — корпоративная серия для опрыскивания сельскохозяйственных культур
- DJI Phantom — ранее популярная любительская серия, последняя модель DJI Phantom 4 Pro V2.0 представлена в январе 2020 года[27]
- DJI Flycart[28] — Транспортный дрон DJI FlyCart 30 поддерживает два различных способа доставки, управляемых с помощью программного обеспечения DJI DeliveryHub: через коробку или лебедку.

### Стабилизаторы

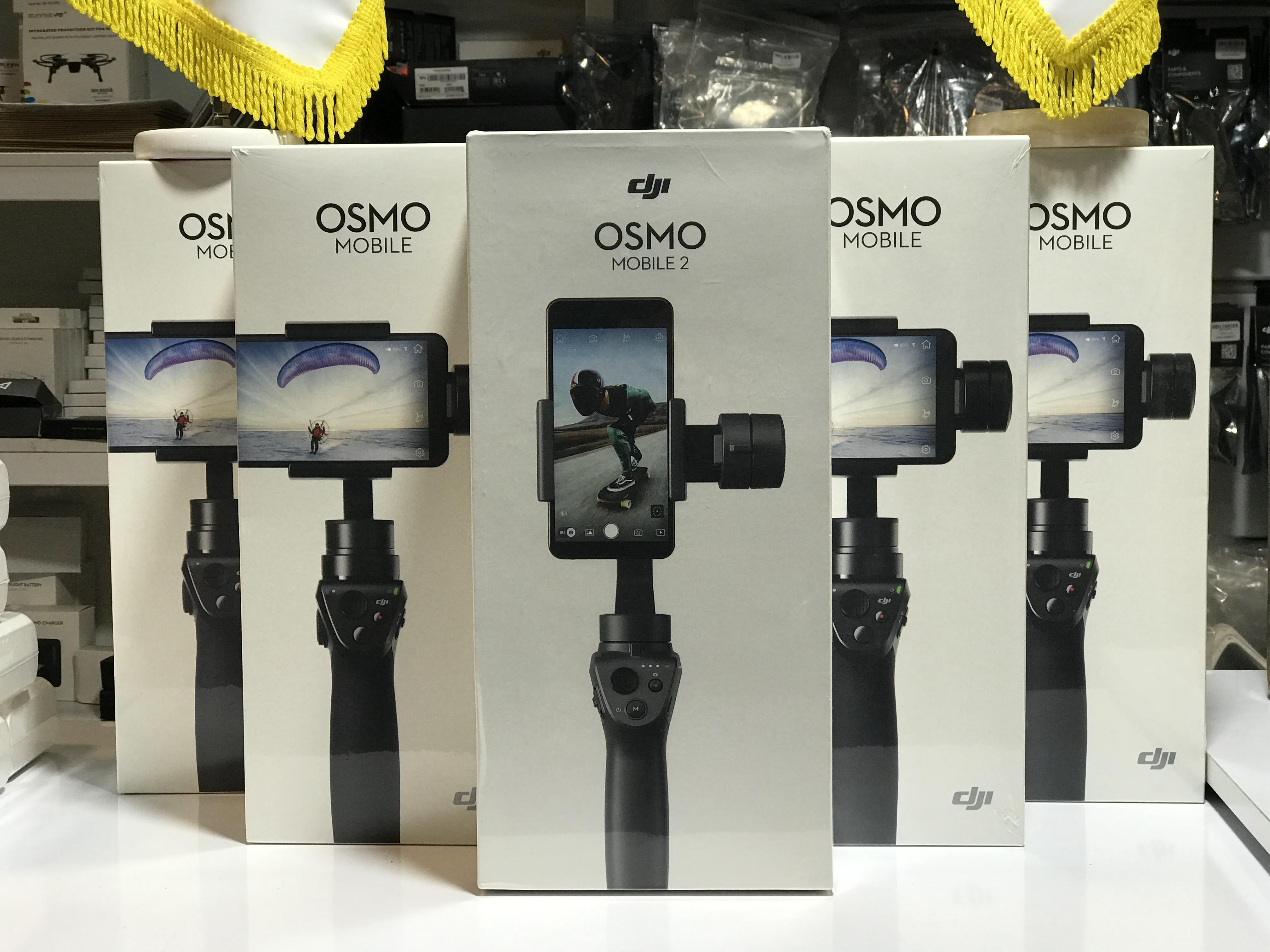
Электронный стабилизатор для сотового телефона DJI OSMO Mobile 2

- DJI Ronin, M, MX, 2, S, SC, RS 2, RSC 2, RS 3, RS 3 Pro, RS 3 Mini, 4D — многоосевая ручная стабилизационная система
- DJI Osmo, Mobile, Mobile 2, Pocket, Pocket 2, Pocket 3

### Экшен-камеры
- DJI Osmo Action, Action 2, Action 3, Action 4, Action 5

### Микрофоны
- DJI Mic

### Передача видеосигнала
- DJI Transmission

## Галерея

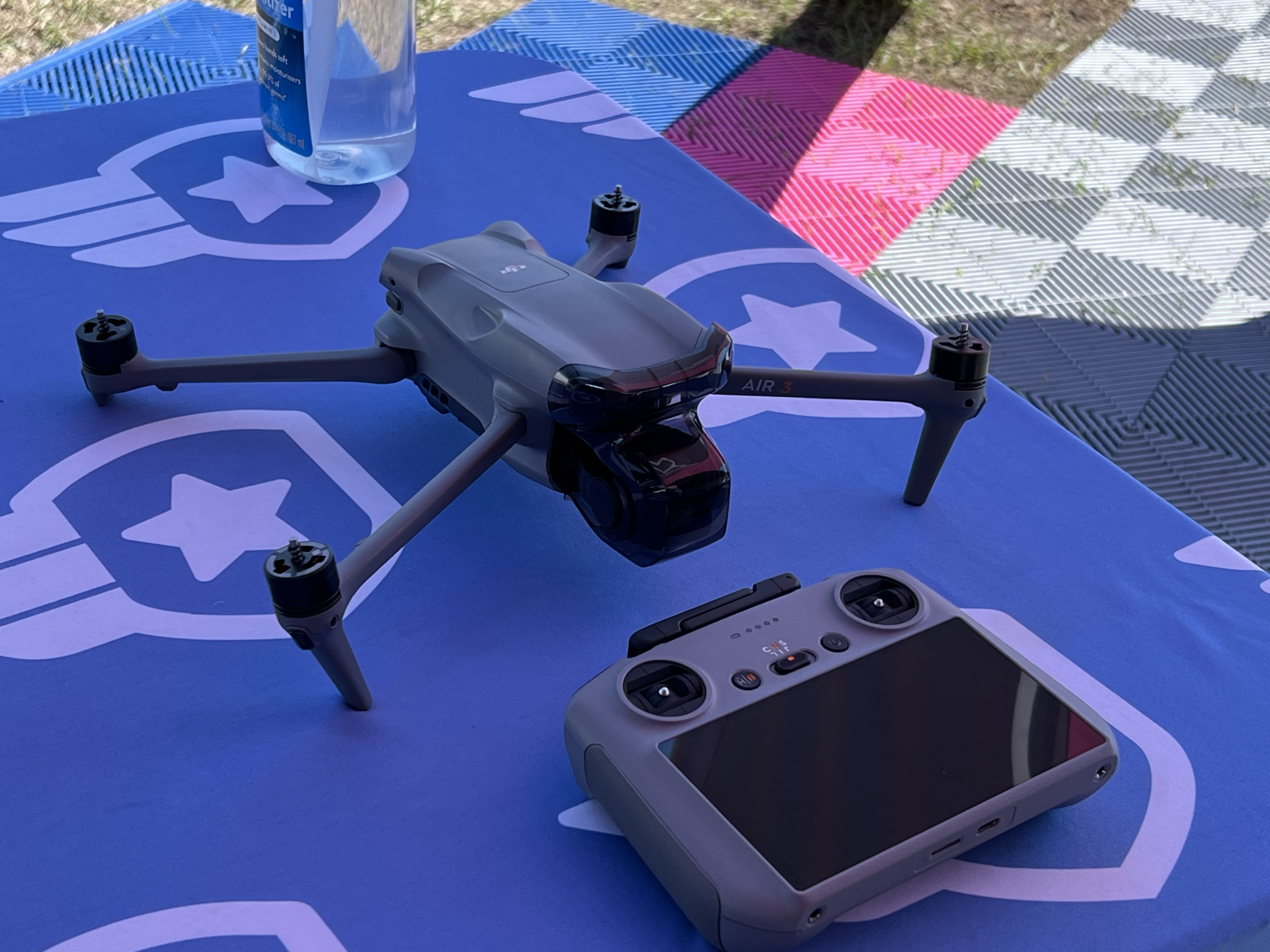
DJI Air 3
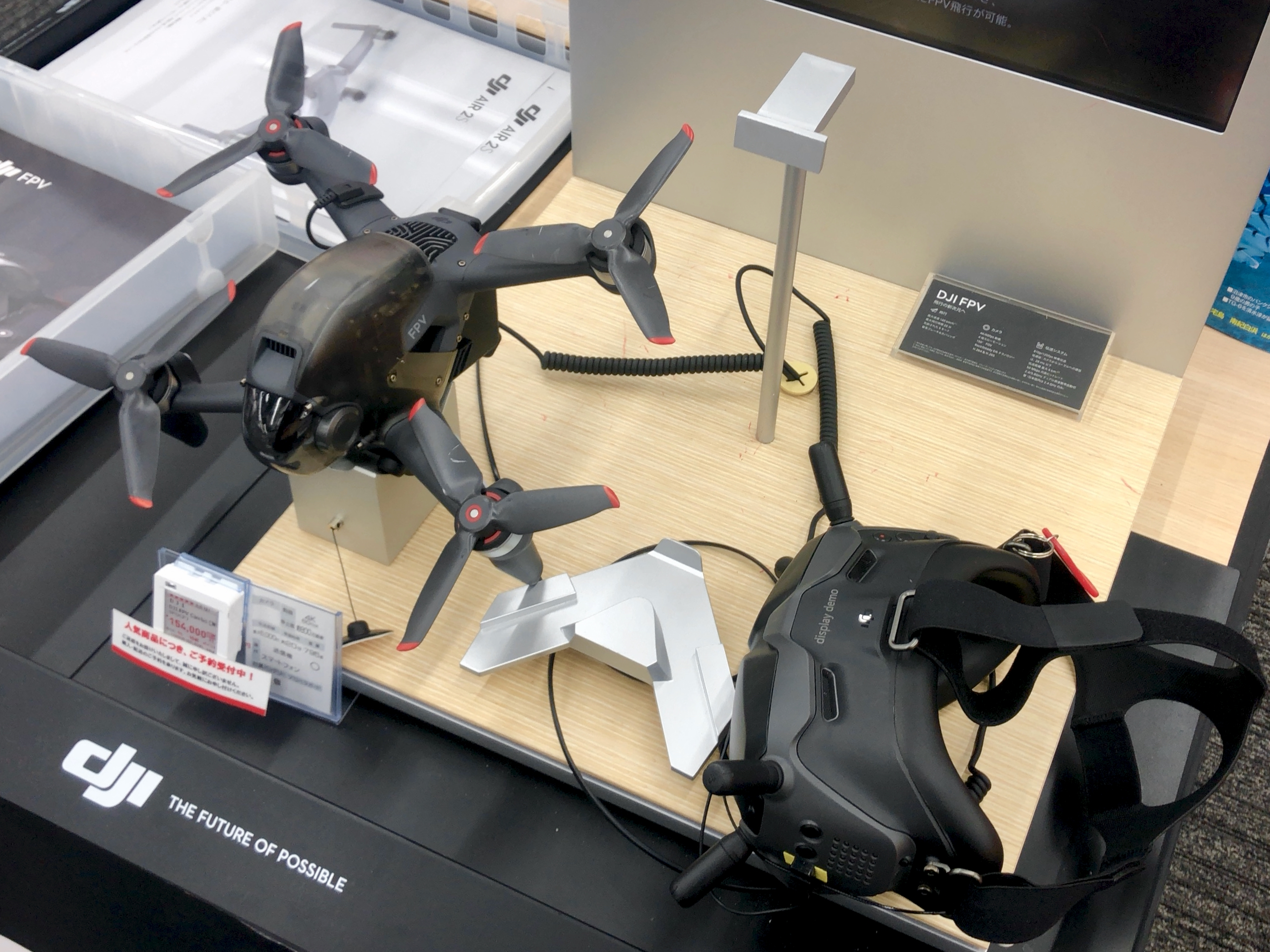
DJI FPV
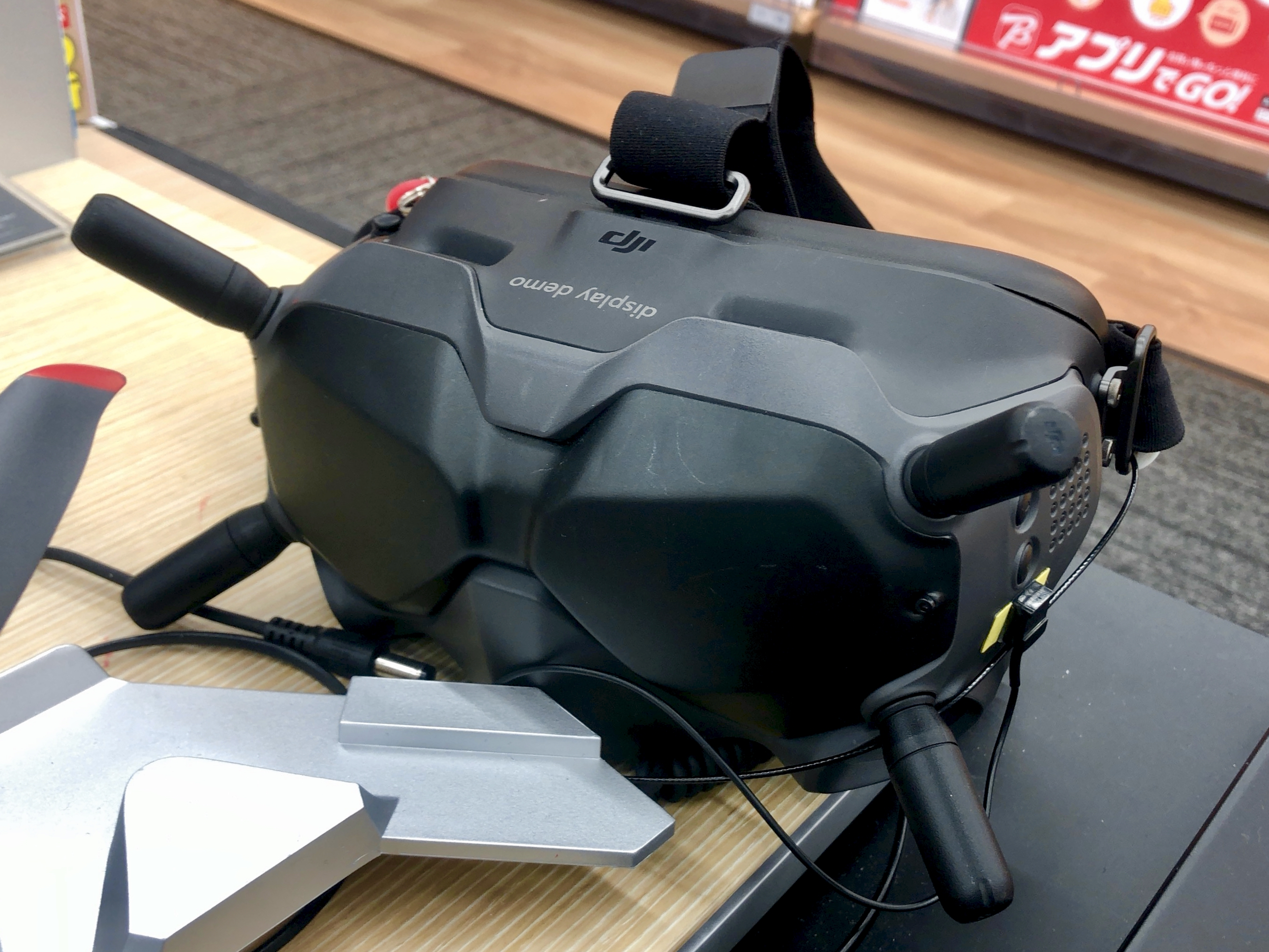
Очки DJI FPV Goggles V2
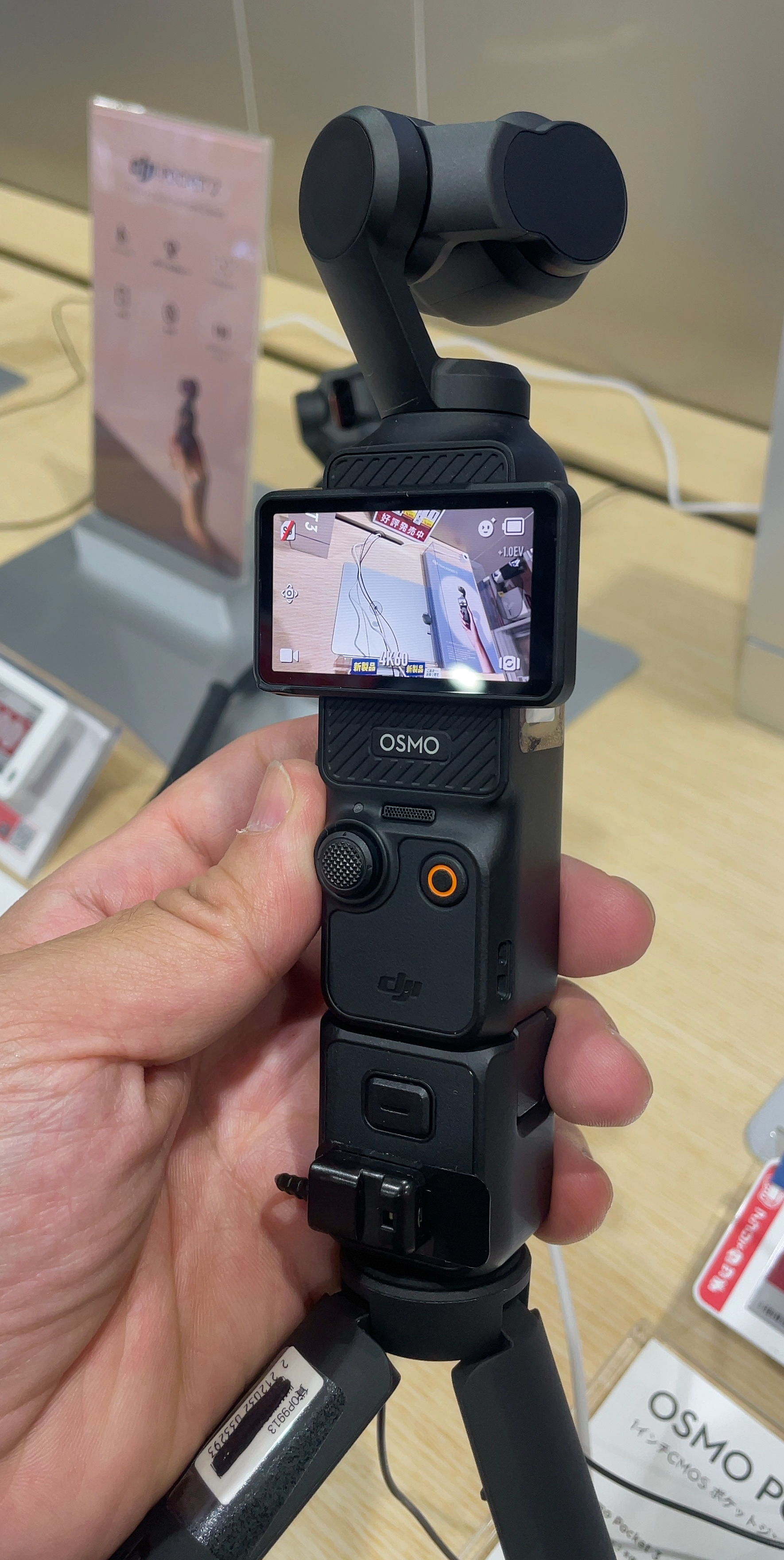
DJI Osmo Pocket 3
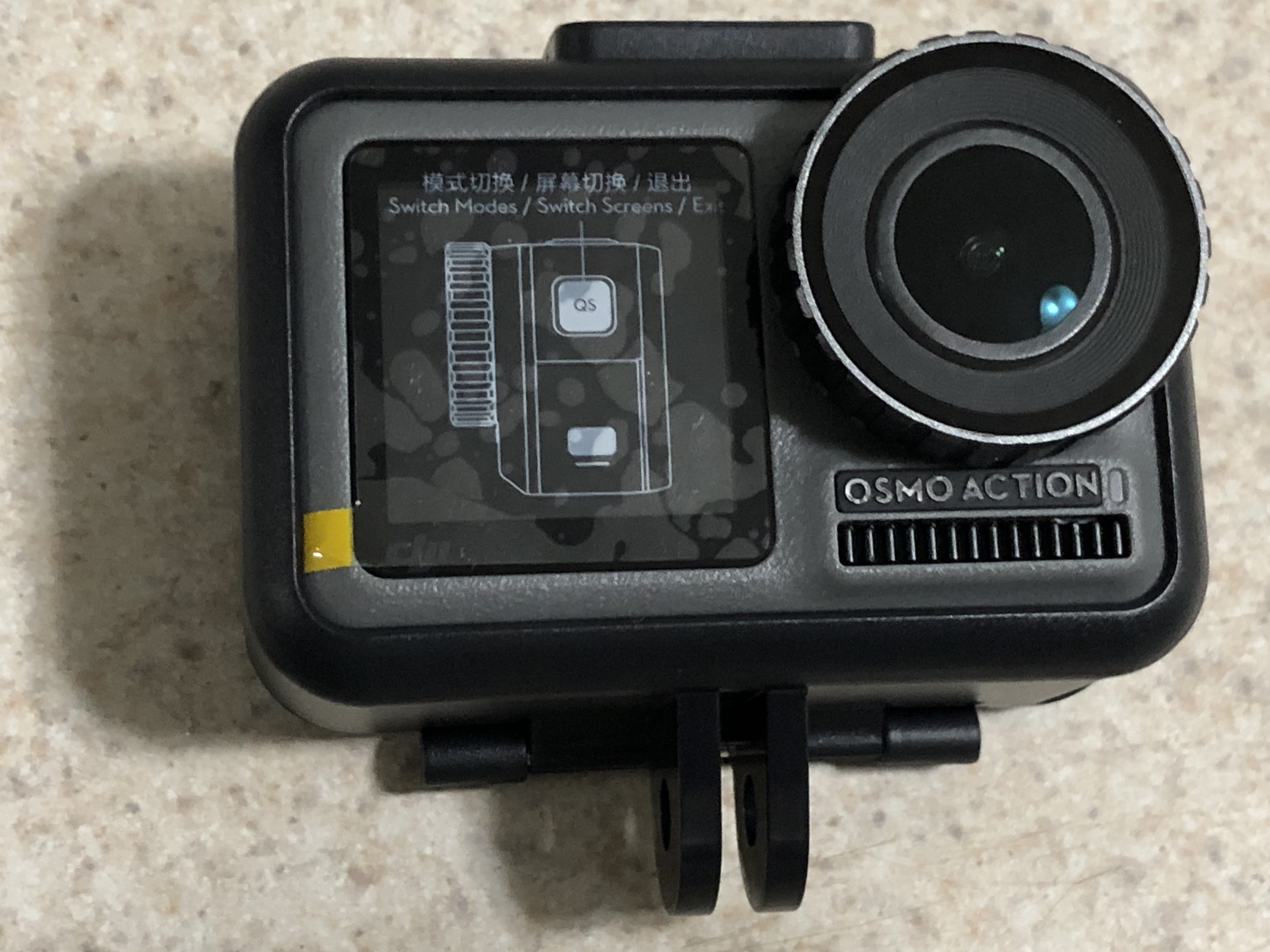
Экшен-камера DJI Osmo Action
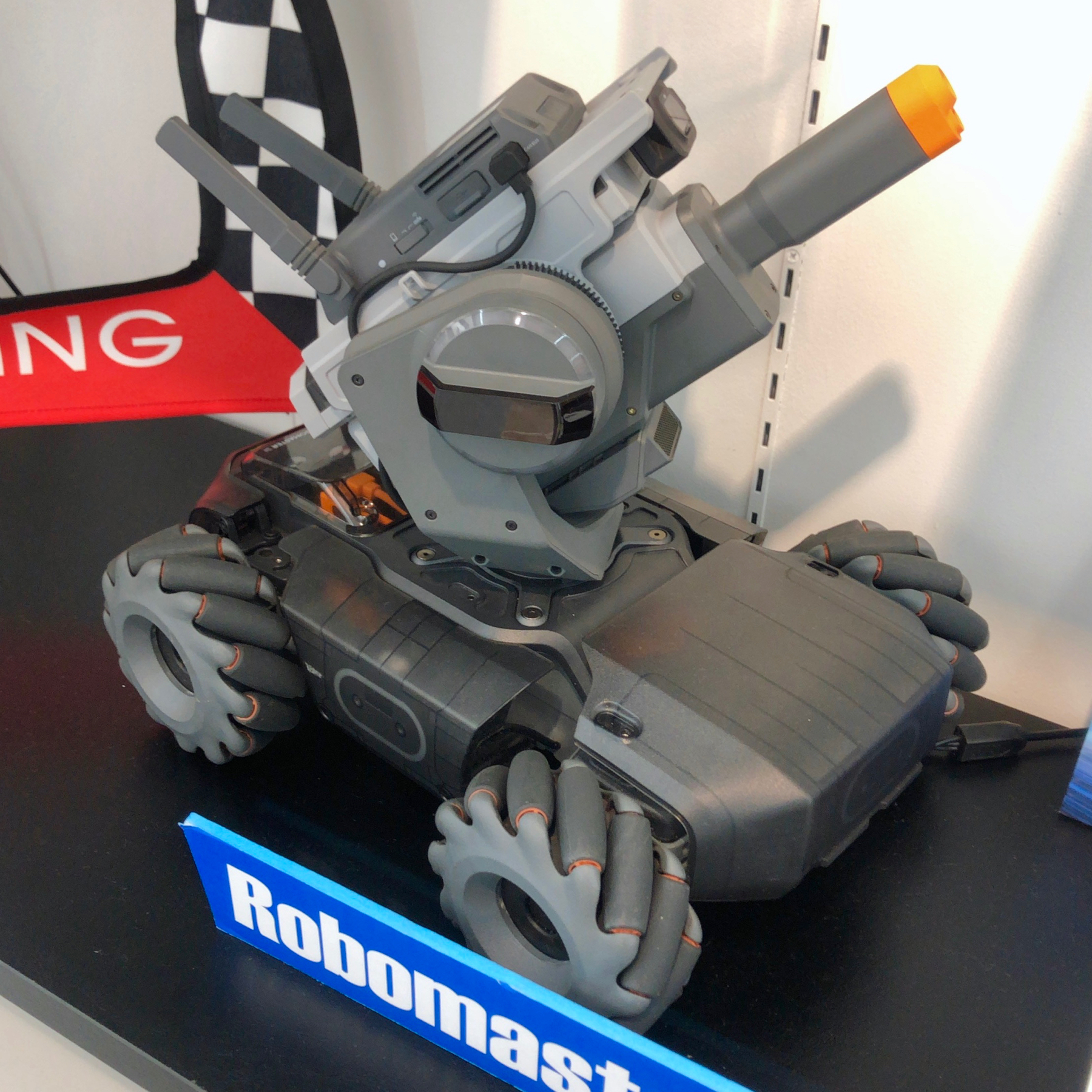
Учебный робот DJI RoboMaster S1
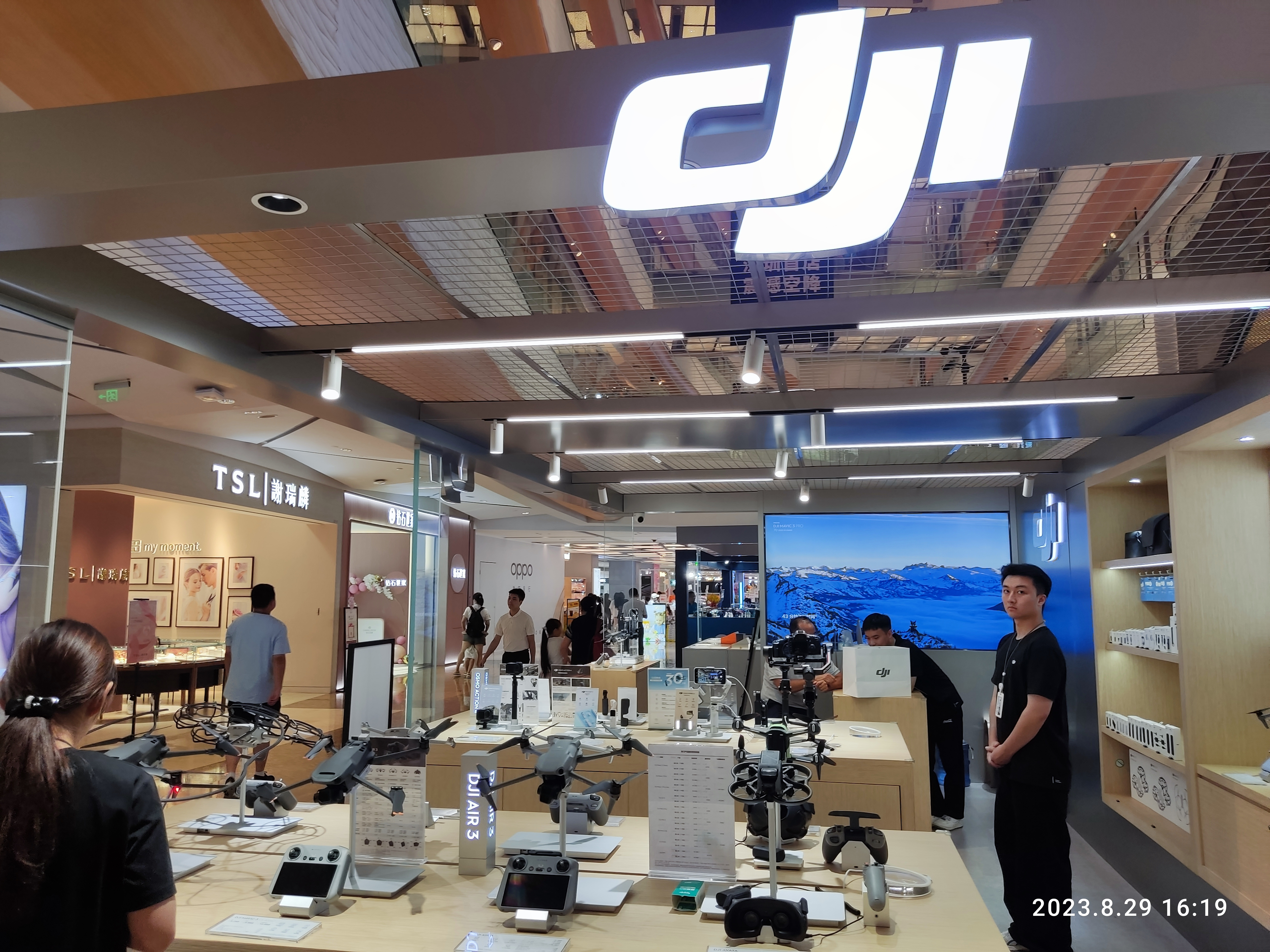
Фирменный магазин DJI в Китае
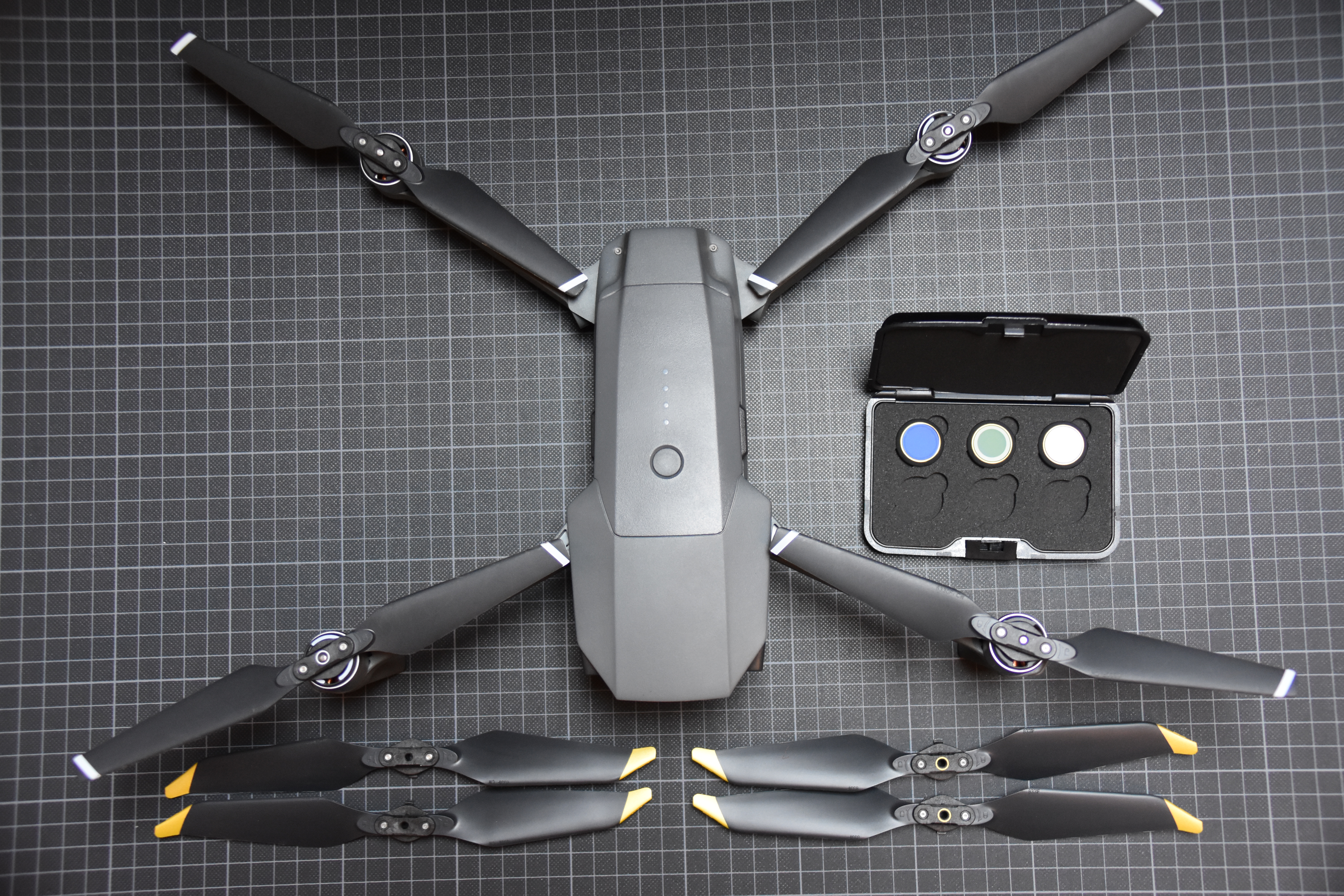
DJI Mavic Pro с аксессуарами

### Osmo

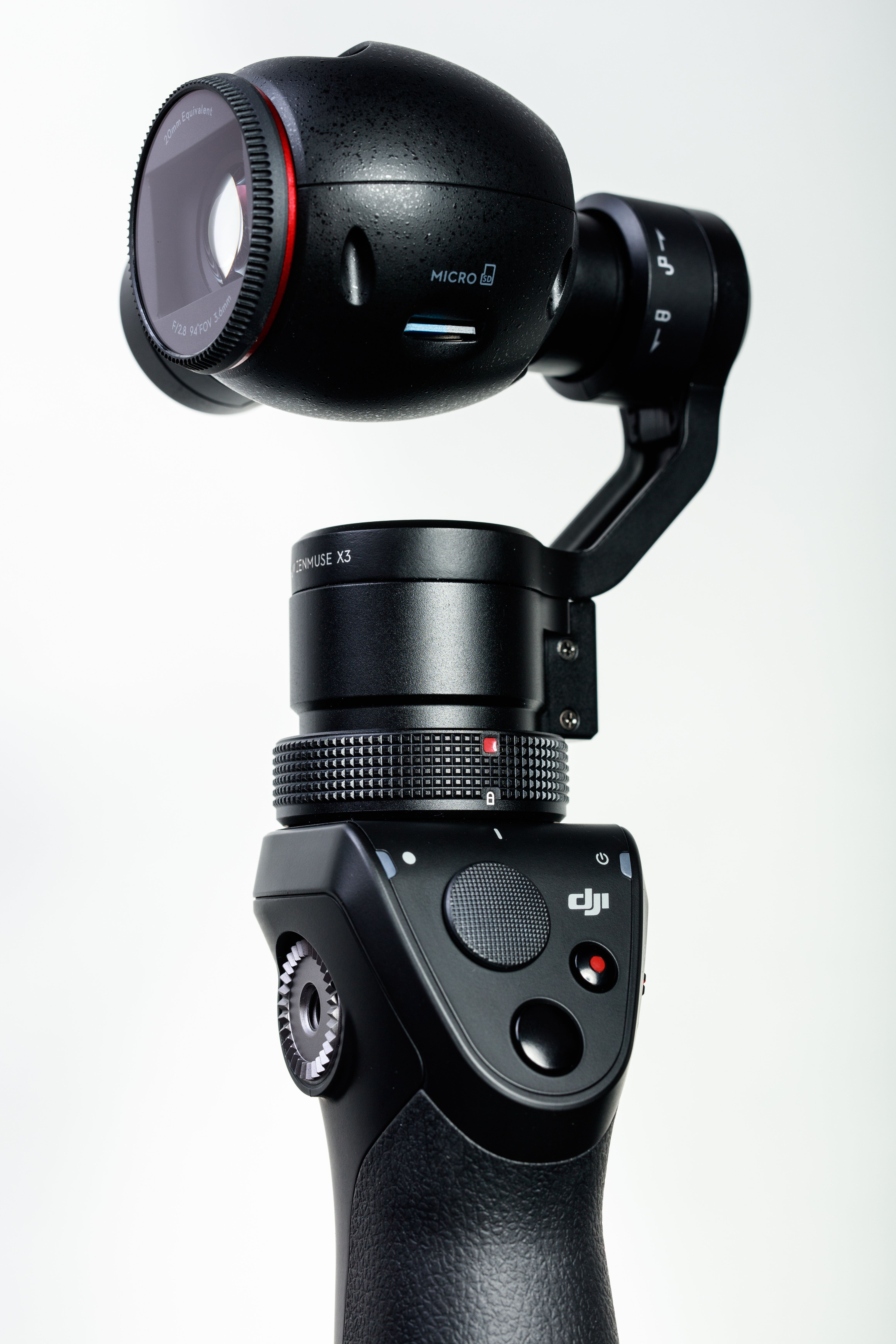
Электронный стабилизатор DJI Osmo со встроенной камерой

DJI Osmo (灵眸) — видеокамера фирмы DJI. Особенностью первого поколения являлась встроенная электронная система стабилизации изображения, а также отсутствие встроенного экрана, в качестве которого предполагалось использование сотового телефона на базе iOS или Android с установленным приложением DJI Go. Камера способна вести запись видео в 4K, делать фотографии разрешением 12-16 Мп.
Имеются несколько модификаций камеры: Zenmuse X3, X5 и X5R. Для записи звука требуется внешний микрофон, в качестве которого можно исопльзовать DJI FM-15 Flexi.
В DJI Osmo Pocket 3, представленной 25 октября 2023 года, есть встроенный поворотный дисплей по размеру сравнимый с экраном GoPro.

### Ronin
DJI Ronin — 3-осевая ручная стабилизационная система фирмы DJI, используемая профессиональными кинооператорами для плавной видеосъёмки без дрожания. Отличительными особенностями стабилизатора являются относительная простота и удобство настройки и регулировки. Имеется возможность беспроводной передачи видеосигнала и дистанционного управления. Универсальность в работе с камерами разных размеров и разного веса достигается за счёт встроенного инерциального измерительного блока (IMU) и бесколлекторных двигателей непосредственного привода.
В феврале 2022 года на рынок вышел DJI Ronin 4D — кинематографическая система, в которой совмещён стедикам со стабилизацией по 4 осям и кинокамера с разрешением 6K или 8K / 75 кадров в секунду, при этом фокусировка обеспечивается с помощью лазерного дальномера лидара. Корпус из карбонового волокна и алюминиево-магниевого сплава, динамический диапазон: 14+ ступеней, два базовых ISO: 800 и 5000. Плавность стабилизации достигается благодаря нижнему датчику ToF (Time of flight), двойными передним и нижним видеодатчиками, встроенным инерциальным измерительным блокам IMU (Inertial Measuring Unit) и барометру. Производитель заявляет устройство, как профессиональную компактную кинокамеру «всё в одном» для быстрой настройки и съёмки.

## DJI Studio
DJI Studio (大 疆 传媒) — дочерняя компания DJI со штаб-квартирой в Чаоян, Пекин, предоставляет глобальным клиентам технические решения в области художественного и документального кино, рекламы, индивидуальных услуг профессиональной аэровидеосъёмки.

## Фирменный стиль

### Логотип
Логотип представляет собой надпись DJI, набранную фирменным шрифтом. Снизу расположен слоган компании.

### Реклама
Слоган компании — The Future of Possible, что означает «Будущее возможного». В титрах видеорекламы используется характерный фирменный звук, который также используется при включении оборудования. Аранжировка отличается от модели к модели — таким образом на слух можно определить конкретное оборудование.

### Штаб-квартира
Штаб-квартира находится в китайском городе Шэньчжэнь. Представительства компании располагаются в США, Германии, Японии и Южной Корее.

### Магазины
У DJI имеются три флагманских магазина, все они находятся в Азии. Два торговых центра в Китае: Шэньчжэнь и Гонконг. И один в Южной Корее: Сеул.
Самый большой магазин в Гонконге занимает площадь более 3000 квдратных метров, имеет зону для тестовых полётов, конференц-зал для проведения семинаров и мастер-классов и галерею SkyPixel с фотографиями, снятыми на камеры DJI. DJI имеет широкую сеть представительств по всему миру, которая охватывает более 100 стран. Среди прочего дилеры предоставляют клиентам сервисную поддержку, проводят мероприятия, направленные на популяризацию бренда.

## Корпоративные связи
Компания заявляет о себе как о первопроходце среди создателей доступных для массового покупателя беспилотных летательных аппаратов, оснащённых камерами для фото- и видеосъёмки.

## Происшествия
Немалую роль для роста популярности продукции компании сыграли несколько курьёзных происшествий с дронами DJI. В январе 2015 года DJI Phantom улетел от своего нерадивого хозяина (нетрезвого сотрудника американской разведки) и разбился на лужайке у Белого дома, что вызвало широкое освещение этого случая в прессе по всему миру.
Более опасный случай произошёл в апреле 2015 года, когда дрон со знаком радиации (и с грузом радиоактивной земли с места аварии на АЭС «Фукусима-1») приземлился на крышу резиденции премьер-министра Японии Синдзо Абэ. «Не думаю, что стоит придавать этим историям значение. Они даже помогают нам», — говорит об этом Ван Тао. Программное обеспечение коптеров DJI после этих случаев было модифицировано так, что дроны не могут летать вблизи аэродромов и «запрещенных зон».
В 2016 году боевики ИГИЛ использовали дроны DJI в качестве взрывных устройств в Ираке. Позже DJI создала широкую бесполетную зону почти над всей территорией Ирака и Сирии. В том же году дрон DJI едва не столкнулся в воздухе с китайским истребителем. Впоследствии китайское правительство настояло на том, чтобы компания DJI разработала реестр воздушного движения для отслеживания своих беспилотников на территории Китая.

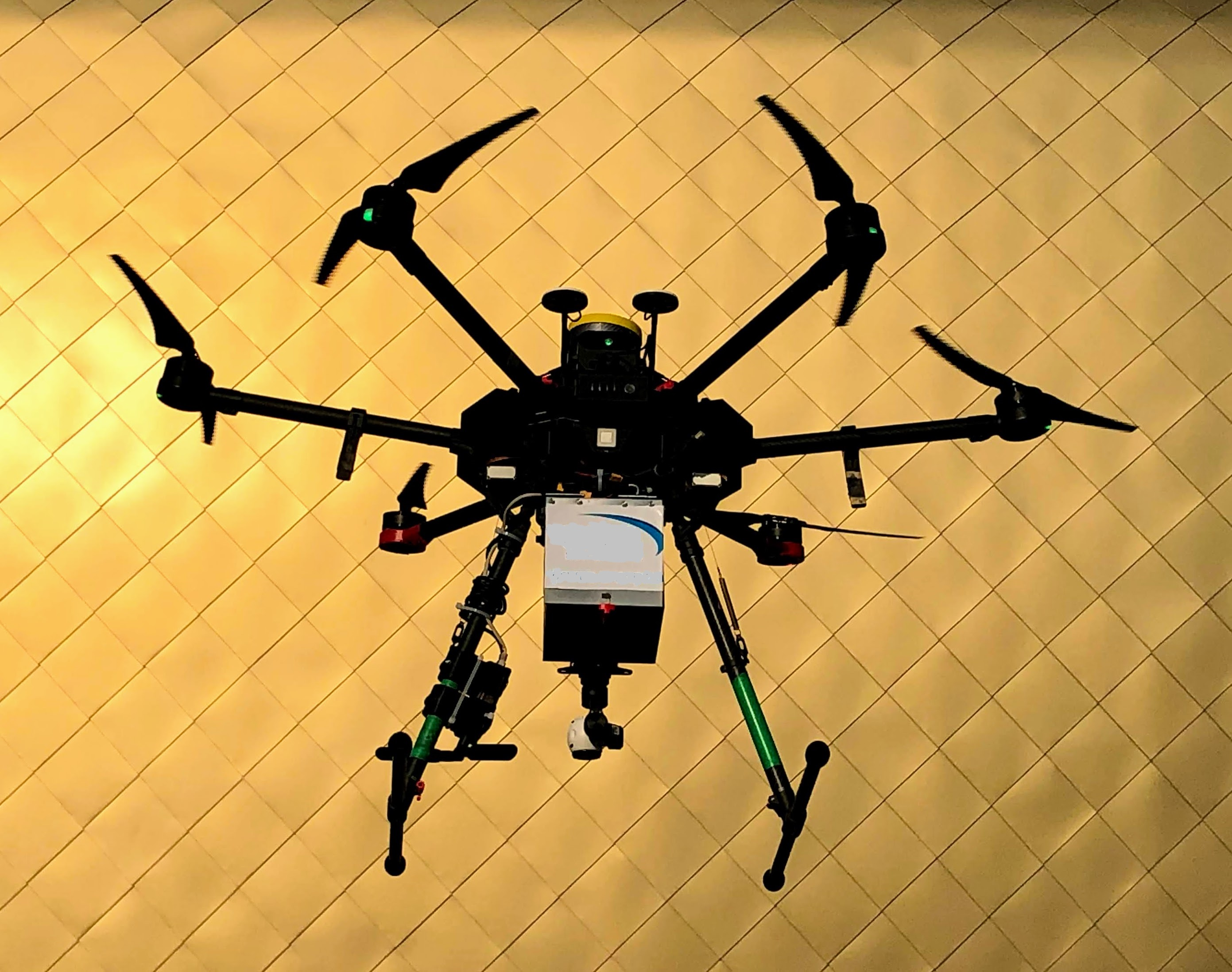
DJI Matrice в Хайфе

30 марта 2018 года армия обороны Израиля использовала беспилотник DJI Matrice 600 для сброса слезоточивого газа с высоты.
4 августа 2018 года два беспилотника Matrice 600 привели в действие взрывчатку в районе Авенида Боливар в Каракасе в результате очевидной попытки покушения на президента Венесуэлы Николаса Мадуро.

### Конфиденциальность
В июле 2017 года Управление авиационных служб Министерства внутренних дел США в своём анализе заявило, что программное обеспечение компании DJI не соответствует требованиям «для отказа и блокировки любого обмена информацией об устройстве, включая телеметрию через летательные аппараты, программное обеспечение или приложения, предотвращающие любые автоматические загрузки или скачивания». В ответ компания DJI опубликовала автономный режим, который позволяет дронам летать без передачи данных через интернет.
В августе 2017 года издание The Register сообщило, что приложение DJI GO содержит фреймворк JSPatch, который позволяет DJI вносить «горячие» исправления в приложение, не вызывая проверки со стороны Apple и не запрашивая предварительного согласия пользователя. Это противоречило правилам Apple, и 45 000 приложений были заблокированы в App Store из-за «проблем с горячими патчами». В августе армия США также изменила своё внутреннее руководство по запрету использования продуктов DJI, особенно в боевых условиях. Руководство было основано на отчёте Армейской исследовательской лаборатории от мая 2017 года, в котором были обнаружены киберуязвимости. Решение армии США дало старт публичным исследованиям, в ходе которых высказывались предположения, что решение было принято из-за уязвимости канала передачи данных между контроллером и дроном.
В результате DJI запустила программу вознаграждения за обнаружение ошибок. Исследователь безопасности Кевин Финистерре (Kevin Finisterre) сообщил в рамках программы bug bounty о нарушении безопасности частных данных клиентов DJI. В результате взлома разработчики выложили в репозиторий GitHub закрытые ключи для SSL, облачного хранилища и AES-ключи прошивки. Согласно описанию Финистерре в Ars Technica, он «смог получить доступ к данным журналов полётов и изображениям, загруженным клиентами DJI, включая фотографии государственных удостоверений личности, водительских прав и паспортов. Некоторые из этих данных включали журналы полётов с учётных записей, связанных с правительственными и военными доменами». Однако после длительного общения с DJI он решил отказаться от вознаграждения в $30 000 и опубликовать информацию.
В 2018 году в ответ на обвинения в неправильной обработке пользовательских данных DJI поручила компании Kivu Consulting провести более масштабный анализ. Киву обнаружил, что к Интернету было подключено только приложение DJI GO 4, оно работало без подключения к Интернету и загружало данные только после подтверждения пользователя. Также использовались серверы, расположенные в США, за исключением приложения Bugly, которое загружало отчёты об авариях на сервер, расположенный в Китае.
В январе 2020 года Министерство внутренних дел США объявило, что по соображениям безопасности будет снято с эксплуатации около 800 беспилотников DJI, которые использовались для охраны дикой природы и мониторинга инфраструктуры.
В отчёте за май 2020 года, посвящённом анализу использования данных в приложении Mimo компании DJI, которое используется для управления Osmo со смартфона, исследовательская компания River Loop Security сделала несколько открытий, «вызывающих озабоченность» у пользователей и политиков. По мнению исследователей, приложение для социальных сетей отправляет различные данные, включая конфиденциальную личную информацию, через незащищённые средства на серверы, расположенные в Китае, без согласия пользователя, что вызывает подозрения, что личные данные пользователей могут быть свободно доступны китайским властям. Информация о пользователях также отправлялась на серверы третьих сторон, «где соглашение об условиях использования поддерживает сотрудничество с китайским правительством».
В июле 2020 года в отчётах Synacktiv и GRIMM о безопасности мобильного приложения DJI GO 4 было обнаружено, что оно собирает информацию о пользователе (IMSI, IMEI, серийный номер SIM-карты) с телефонов и способно принудительно устанавливать обновления. Приложение также запрашивало у пользователя разрешение на установки приложений из неизвестных источников «Install Unknown Apps» для установки обновлений с сайта DJI. Приложение также интегрировалось в SDK социальной сети Weibo и позволяло устанавливать сторонние приложения, связанные с Weibo. Synacktiv пишет: «Учитывая широкий спектр разрешений, требуемых DJI GO 4: контакты, микрофон, камера, местоположение, хранение данных, изменение сетевого подключения, китайские серверы DJI или Weibo имеют практически полный контроль над телефоном пользователя».
В ответ на это DJI заявила, что «если система обнаруживает, что приложение DJI не является официальной версией — например, если оно было изменено с целью удаления критически важных функций безопасности полёта, таких как геозонирование или ограничение высоты, — мы уведомляем об этом пользователя и требуем загрузить последнюю официальную версию приложения с нашего сайта. В будущих версиях пользователи также смогут загрузить официальную версию из Google Play, если она доступна в их стране». В заявлении DJI говорится, что для использования Weibo SDK пользователю необходимо проактивно включить его. DJI также ответила, что «DJI GO 4 не может перезапустить себя без участия пользователя, и мы выясняем, почему эти исследователи утверждают, что приложение продолжает работать после закрытия». В августе 2020 года компания Synacktiv заявила, что приложение Pilot от DJI имеет многие из тех же проблем, что и DJI GO 4, что DJI отрицает.
В анализе, проведённом в 2020 году компанией Booz Allen Hamilton, сообщалось, что они не обнаружили доказательств несанкционированной передачи данных в Китай. Приложения использовали внутренние серверы, расположенные в США. Единственным исключением была аналитика аварий, которая подключалась к китайским серверам.
В ноябре 2020 года сенаторы Крис Кунс, Рик Скотт и другие раскритиковали решение ВВС США о закупке беспилотников DJI по соображениям безопасности.

#### Санкции США
В декабре 2020 года Министерство торговли США внесло компанию DJI в список организаций Бюро промышленности и безопасности. В январе 2021 года президент Трамп подписал указ, обязывающий исключить беспилотники китайского производства из правительственного парка США. В декабре 2021 года Министерство финансов США запретило инвестировать в DJI американским физическим и юридическим лицам, обвинив компанию в оказании помощи Народно-освободительной армии и соучастии в геноциде уйгуров. В октябре 2022 года Министерство обороны США внесло DJI в список «китайских военных компаний», действующих на территории США.
В мае 2021 года Министерство обороны США опубликовало анализ продукции DJI. В несекретной части отчёта содержится вывод о том, что два типа дронов из линейки DJI «Government Edition» «не содержат вредоносного кода или намерений и рекомендованы для использования правительственными организациями и силами, работающими с американскими службами». Это следует из резюме, полученного The Hill, хотя Министерство обороны не ответило на запрос с просьбой уточнить информацию.

## Россия и Украина

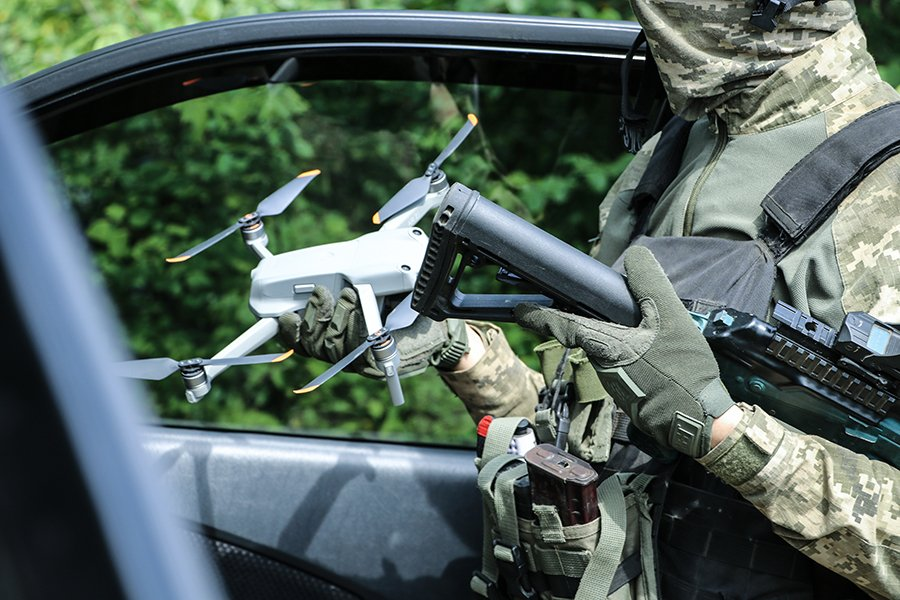
Украинский солдат использует DJI Mavic Air 2S

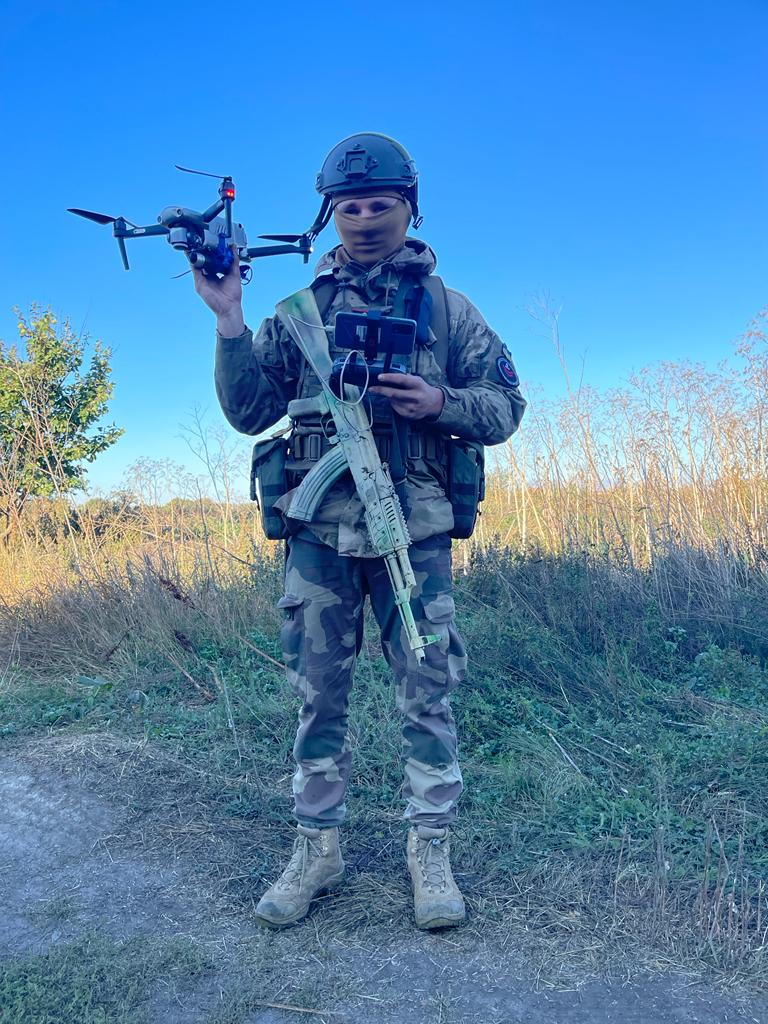
Украинский солдат с закреплённой бомбой на DJI Mavic 2 Pro, сентябрь 2022 года

Беспилотники DJI используются как Украиной, так и Россией. Они служили вооружённым силам Украины в качестве тактического средства наблюдения, нанесения ударов и пропаганды. Согласно расследованию Фейна Гринвуда из Foreign Policy, дроны DJI поставлялись правительствами, любителями, международными жертвователями Украине и России для поддержки каждой из сторон на поле боя, и часто ими управляли любители, завербованные вооружёнными силами. Распространённость дронов DJI объясняется их доминирующим положением на рынке, доступностью, лёгким управлением, высокой производительностью и надёжностью.
После того как немецкая торговая сеть MediaMarkt прекратила продажу дронов, компания DJI заявила, что её продукция предназначена для гражданского использования и не подходит для военных. После критики деятельности компании в России, DJI приостановила свою деятельность как в России, так и на Украине, чтобы предотвратить использование своей продукции в боевых действиях.
Украинские войска использовали беспилотники DJI для ведения разведки и нанесения прямых ударов по российским войскам, а модифицированные версии — для сброса самодельных взрывных устройств.
Один из украинских военнослужащих сообщил CNN, что российским силам не помешало наличие бесполётных зон, они использовали функцию AeroScope на беспилотниках для отслеживания украинских операторов, это же подтвердил и вице-премьер Украины Михаил Федоров. DJI не нашла действенного способа блокировки работы дронов на территории Украины.

## Франция
DJI в 2018 году заявила «Высшему комитету по обеспечению прозрачности общественной жизни» (fr:Haute Autorité pour la transparence de la vie publique) что за тот год осуществляла лоббистскую деятельность во Франции на сумму, не превышающую 200 000 евро.